# Ruth Ozeki
Œuvres principales
- En même temps toute la terre et tout le ciel

Ruth Ozeki, née le 12 mars 1956 à New Haven dans le Connecticut, est une écrivaine et réalisatrice américaine.

## Biographie
Ruth Ozeki est née à New Haven, dans le Connecticut, d'un père américain et d'une mère japonaise. Après avoir étudié dans le Massachusetts et voyagé souvent en Asie, elle obtient une bourse du gouvernement japonais pour écrire une thèse en littérature classique japonaise à l'université de Nara. Au cours de ses années japonaises, elle est hôtesse de bar à Kyoto, étudie l'ikebana et le théâtre nô, crée une école de langue et enseigne l'anglais à l'université Sangyo de Kyoto.
Elle s'installe à New York en 1985 et entame une carrière de décoratrice dans des films d'horreur à petit budget. Elle devient ensuite productrice à la télévision, et après quelques années passées à réaliser des documentaires pour une société japonaise, elle se lance dans la réalisation. En 1994, Body of Correspondence obtient le prix New Visions au festival international du film de San Francisco et est diffusé que la chaîne publique PBS. L'année suivante, Ruth Ozeki réalise un documentaire autobiographique Halving the Bones, relatant sa démarche d'avoir rapporté les reliques de sa grand-mère japonaise après le décès de celle-ci. Le film est présenté au festival de Sundance, au MoMa de New York, au festival des films du monde de Montréal, etc.
En manque de financements pour de nouveaux projets, elle décide alors de se tourner vers l'écriture. Son premier roman Mon épouse américaine (My Year of Meats) paraît en 1998 et raconte l'histoire de deux femmes vivant à chaque bout de la planète et qu'un show culinaire rapproche. La critique l'accueille favorablement et le livre gagne quelques prix. Son deuxième roman, All Over Creation est publié en 2003 et traite d'une famille dans l'Idaho et de l'activisme écologiste. Il reçoit à nouveau de très bonnes critiques et plusieurs prix dont l'American Book Award.
En juin 2010, elle est ordonnée prêtre bouddhiste zen.
En 2013 paraît En même temps, toute la terre et tout le ciel (A Tale for the Time Being), roman à deux voix, alternant entre le journal intime de Nao, jeune tokyoïte de 16 ans, et Ruth, une universitaire nippo-américaine résidant sur une île de Colombie-Britannique, qui retrouve le journal échoué sur une plage. Les critiques sont à nouveau louangeuses et le roman se retrouve sur les listes de recommandations de la New York Times Book Review, se retrouve finaliste du Prix Booker ainsi que du National Book Critics Circle Award et obtient le Los Angeles Times Book Prize.
Son quatrième roman, Le Fardeau tranquille des choses (The Book of Form and Emptiness) est publié en 2021. Après la mort de son père, Benny, 13 ans, commence à entendre des voix provenant de toutes sortes d'objets, dont le nombre augmente quand sa mère commence à souffrir d'une frénésie compulsive d'achats inutiles. Benny se réfugie dans une bibliothèque, où seule une voix s'adresse à lui, celle du livre-narrateur. « Entre onirisme et récit psychiatrique, cette fable zen sur le vide et le plein rappelle le texte chamanique du grand Coréen Hwang Sok-yong, Toutes les choses de notre vie. On y retrouve la même fantaisie imaginative, le même goût de la mise en abyme. »
Ruth Ozeki intervient dans plusieurs universités. Elle partage son temps entre Brooklyn et l'île de Cortes, en Colombie-Britannique où elle écrit, aux côtés de son mari, l'artiste Oliver Kellhammer.

## Œuvres
- Mon épouse américaine, Jean-Claude Lattès, 1999 ((en) My Year of Meats, 1998), trad. Florence Mortimer, 422 p.  (ISBN 2-7096-1988-1)
- (en) All Over Creation, 2003
- (en) Click, 2007Écrit avec Linda Sue Park, David Almond, Eoin Colfer, Roddy Doyle, Deborah Ellis, Nick Hornby, Margo Lanagan, Gregory Maguire et Tim Wynne-Jones (en).
- En même temps toute la terre et tout le ciel, Belfond, coll. « Littérature étrangère », 2013 ((en) A Tale for the Time Being, 2013), trad. Sarah Tardy, 604 p.  (ISBN 978-2-7144-5405-8)
- Le Fardeau tranquille des choses, Belfond, 2023 ((en) The Book of Form and Emptiness, 2021), trad. Sarah Tardy, 592 p.  (ISBN 978-2-7144-9743-7)

## Filmographie
- 1994 : Body of Correspondence
- 1996 : Halving the Bones[2],[3] (documentaire) : réalisatrice, scénariste, productrice